# 아메리칸 어소시에이션 (19세기)
아메리칸 어소시에이션(American Association)은 1882년부터 1891년까지 미국에서 운영된 프로 야구 리그이다. 19세기 메이저 리그 베이스볼 야구 리그로 취급하고, 전적과 선수 기록 등 메이저 기록에 포함된다.